# Burg Vízmburk

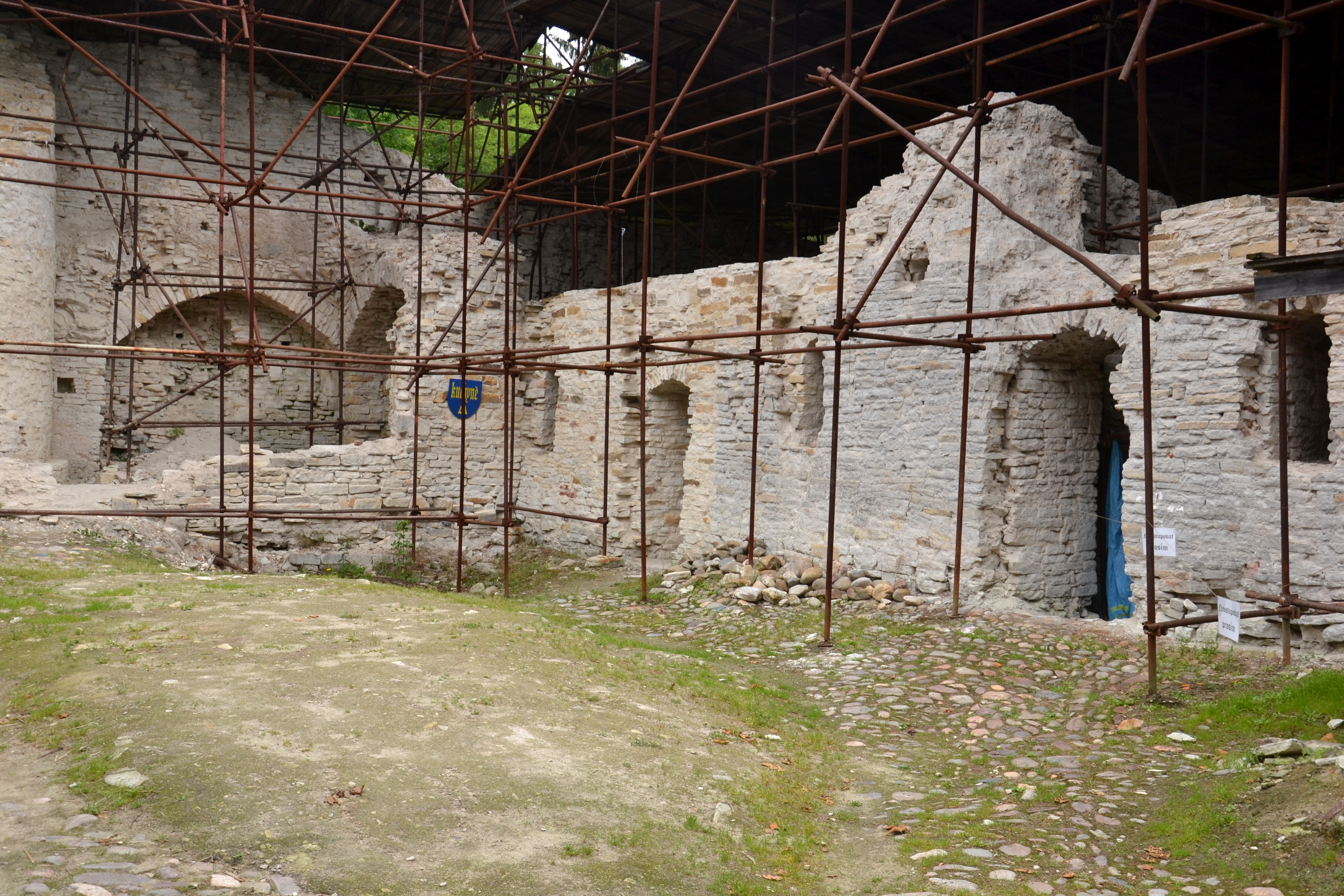
Innenhof der Burg Vízmburk

Die Ruine der Burg Vízmburk (deutsch Wiesenburg) befindet sich westlich von Červený Kostelec im okres Trutnov in Tschechien.

## Geschichte
Über einer bewaldeten Landzunge oberhalb der Aupa befindet sich die Ruine der Burg Vízmburk, die 1279 vom ostböhmischen Adeligen Tas von Wiesenburg (Tas z Vízmburka) oder schon von dessen Vater Peter von Skalitz (Petr ze Skalice) erbaut wurde. Es wird vermutet, dass auf diesen auch die naheliegenden Burgen Rýzmburk und Červená Hora zurückgehen. Alle drei Burgen liegen im Aupatal und dienten durch ihre Grenznähe gegenüber Schlesien ursprünglich der Landesverteidigung Böhmens.
Ab 1309 gehörte die Festung dem Ritter Milotov von Netluk (Milotov z Pnětluk), nach 1323 Ernst d. Ä. von Hostin (Arnošt z Hostyně), dem Vater des ersten Prager Erzbischofs Ernst von Pardubitz. Arnošt d. Ä. z Hostyně gehörte auch das acht Kilometer südlich gelegene Hostyně. Zwischen 1325 und 1332 tauschte er die Herrschaft Vízmburk mit den Brüdern Hynek Hajman und Hynek Crha von Dubá gegen die Herrschaft Pardubitz. Sie erwarben auch die Herrschaft Großskalitz und Hohenbruck und besaßen die Besitzungen zunächst gemeinschaftlich.
Nach der Teilung von 1336 gehörte Vízmburk dem Hynek Crha von Dubá, von dem sie an dessen Sohn Hynáček überging. Er vererbte sie seinem ältesten Sohn Johann von Dubá und Nachod (Jan z Dubé a Náchoda). Dessen Sohn Georg von Dubá und Wiesenburg (Jiřík z Dubé a Vízmburka; † 1450) nahm während der Hussitenkriege an der Seite des Königs Sigismund an kriegerischen Auseinandersetzungen teil und bekam für die damit erworbenen Verdienste 1436 das Schloss Schleb mit der dazugehörigen Herrschaft. Er nahm seinen Wohnsitz in Schleb, wo er um 1450 ohne Nachkommen starb.

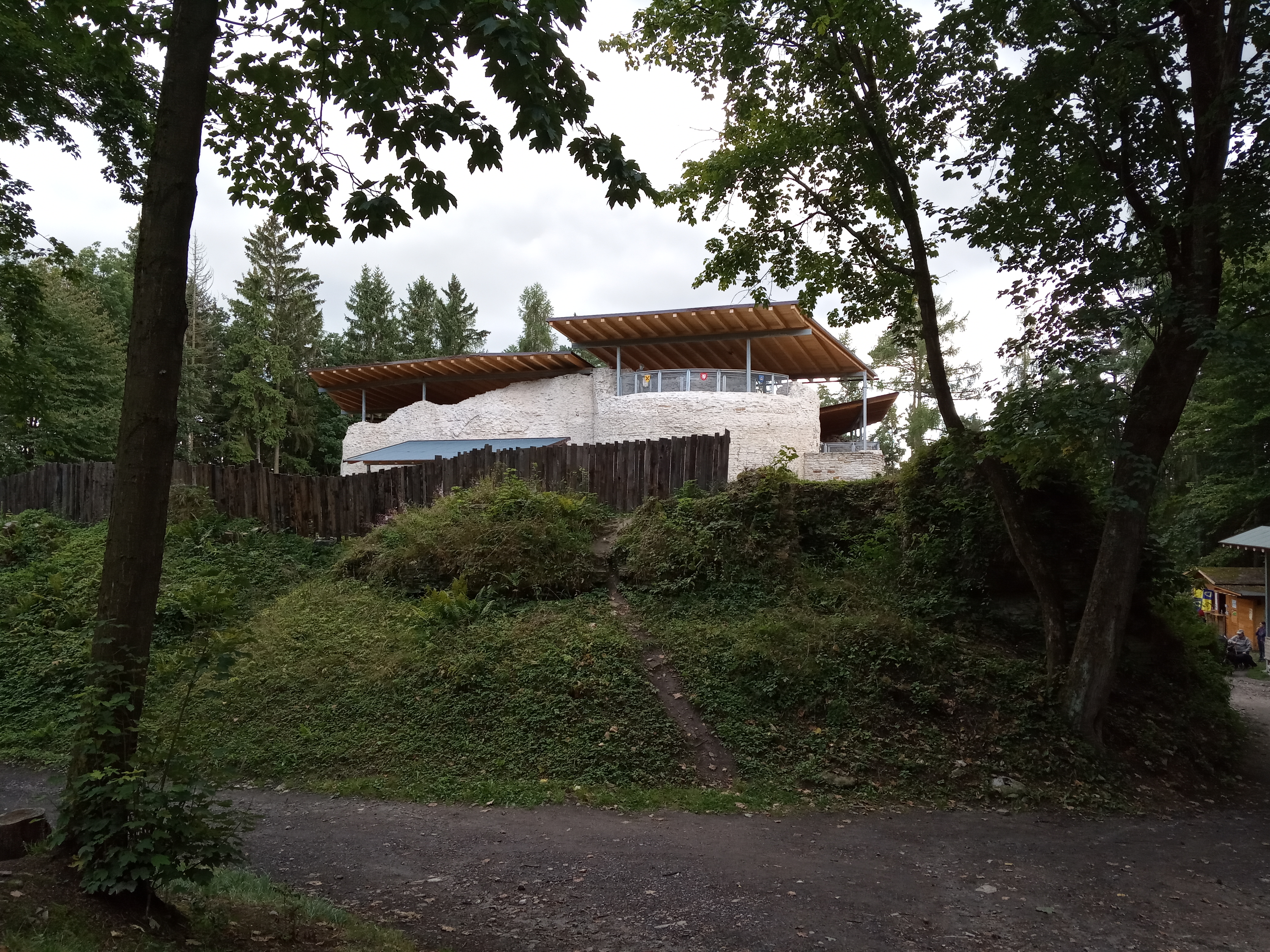
Gesamtansicht, 2021

1447 erwarben schlesische Fürsten die Burgen Wiesenburg, Adersbach, Schatzlar, Burg Bischofsstein und Belver sowie die zugehörigen Ländereien. Da diese Burgen an der Grenze zu ihrem Herrschaftsbereich eine Gefahr darstellten, und teilweise Raubritternester geworden waren, wurden sie, mit Ausnahme der Burg Schatzlar, von den Schlesiern zerstört und niedergebrannt. Vermutlich ab der Mitte des 15. Jahrhunderts gelangte die Herrschaft Wiesenburg an den späteren böhmischen König Georg von Podiebrad, von dem sie 1472 sein Sohn Herzog Heinrich d. Ä. erbte. Er verpfändete die Wiesenburger Güter 1482 dem Glatzer Landeshauptmann Hans von Warnsdorf, forderte sie jedoch drei Jahre später wieder zurück. Da sowohl Hans von Warnsdorf als auch sein Schwiegersohn, der Königgrätzer Landeshauptmann Friedrich von Schumburg (Fridrich ze Šumburka) eine Herausgabe der Güter verweigerten, kam es zu gerichtlichen Auseinandersetzungen, die schließlich zu Gunsten Heinrich d. Ä. entschieden wurden. Er verkaufte die Wiesenburger Güter aus näher nicht bekannten Gründen kurze Zeit später an seinen Glatzer Hofmarschall Zbynek von Buchov (Zbyňek z Buchova), dem er in den Jahren 1484–1488 auch die Herrschaft Nachod verpfändete. Danach gehörten die Güter vermutlich dem Peter von Dubá auf Adersbach, der sie zwischen 1516 und 1519 dem Jan Špetle von Janovice (Jan Špetle z Janovic) verkaufte. Er verband die Herrschaft Wiesenburg dauerhaft mit seiner Herrschaft Nachod.

## Baubeschreibung
Der Innenhof der Výzmburk soll eine Fläche von 30 bis 40 Quadratmetern eingenommen haben. Den Bergfried umgaben Wohngebäude, ein großer Saal, eine Kapelle, eine Küche und eine Schmiede.
Die erhaltenen Ruinenreste können besichtigt werden.